# Līfkū Khandān (ort, lat 37,11, long 49,44)
Līfkū Khandān (persiska: لیفکو خندان, Līfkūh) är en bondby i Iran.   Den ligger i provinsen Gilan, i den nordvästra delen av landet, 240 km nordväst om huvudstaden Teheran. Līfkū Khandān ligger 75 meter över havet och antalet invånare är 571.
Terrängen runt Līfkū Khandān är kuperad söderut, men norrut är den platt. Terrängen runt Līfkū Khandān sluttar norrut. Runt Līfkū Khandān är det ganska tätbefolkat, med 111 invånare per kvadratkilometer. Närmaste större samhälle är Fūman, 17,1 km nordväst om Līfkū Khandān. I omgivningarna runt Līfkū Khandān växer i huvudsak blandskog.